# Верхние Кузлы
Верхние Кузлы— село в  Пономарёвском районе Оренбургской области в составе Нижнекузлинского сельсовета.

## География
Находится на расстоянии примерно 24 километра по прямой на восток от районного центра села Пономарёвка. 

## История
Село было основано в первой половине XIX века. Первоначальное название деревни Мукатай. В 1893 году начала работать еще недостроенная Верхне-Кузлинская Казанско-Богородицкая церковь. 

## Население
Постоянное население составляло 293 человек в 2002 году (мордва 87%) ,  192 в 2010 году.